# XRI
XRI는 Extensible Resource Identifier(확장된 리소스 지시자)의 약어로 OASIS의 XRI 기술위원회에 의해 개발되었으며, URI(Uniform Resource Identifiers)나 IRI(Internationalized Resource Identifiers)와 호환 또는 대체될 수 있다.
추상화된 ID(식별자)를 표현하기 위한 스키마를 나타내며 또한 이것을 구현한 프로토콜을 나타내기도 한다.

## 같이 보기
- I-name
- XDI
- 소셜 웹
- 제너두 프로젝트